# 海人 (傳說生物)

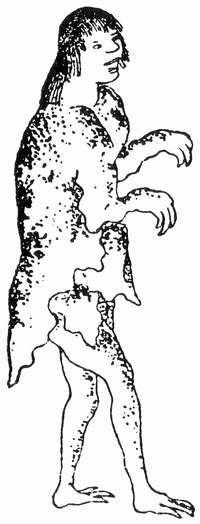
广川懈《闲田次笔》中的“海人”

海人是江户时代的书籍《大和本草》和《长崎见闻录》记载的神秘生物。顾名思义，这是一种生活在海里的人形生物。

## 概要
《大和本草》记载，海人的外形和人类接近，除了头发和眉毛外还有颚须，且四肢的指间还有蹼。据说海人从不吃人类给的食物和饮料，也不会像人类那样讲话。
《长崎见闻录》记载，海人除具有上述特征外，腰间皮肤松弛，状似裤裙，若离开海洋来到陆地，则只能生存数日。
也有说法称海人的其实只是海豹或海獭。